# خيارات السياسة المتعلقة بالسكان المدنيين في غزة

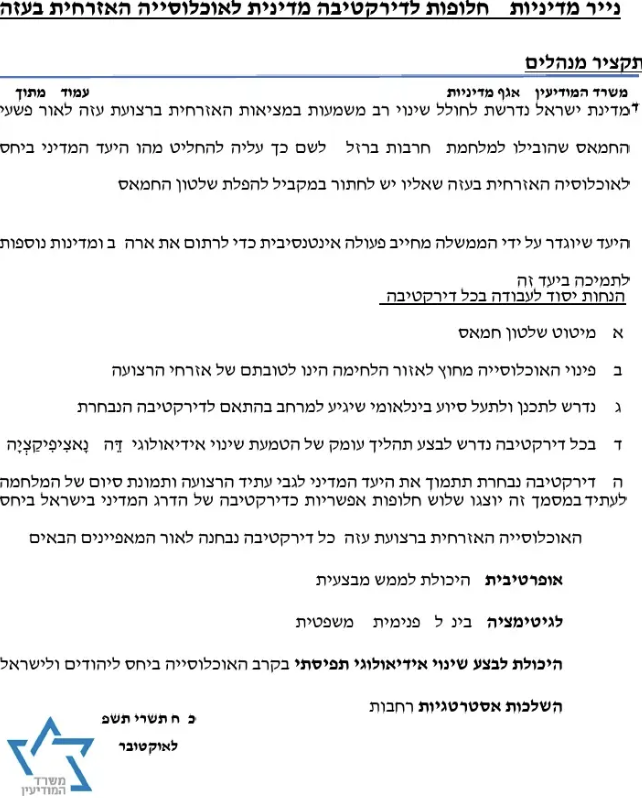
الوثيقة المسربة

ورقة سياسية: خيارات السياسة المتعلقة بالسكان المدنيين في غزة (خطة السلام في غزة، المؤرخة في 13 أكتوبر/تشرين الأول 2023) هي ورقة سياسة من عشر صفحات صاغتها وزارة الاستخبارات الإسرائيلية تقترح نقل 2.3 مليون نسمة من سكان قطاع غزة قسراً إلى شبه جزيرة سيناء في مصر. ناقشت الورقة، التي تسربت إلى وسائل الإعلام في أواخر أكتوبر/تشرين الأول 2023، بديلين إضافيين ورفضتهما باعتبارهما غير كافيين لحماية المصالح الأمنية الإسرائيلية: السماح للسلطة الفلسطينية بحكم غزة، والسماح بتطور حكومة محلية جديدة هناك. قللت الحكومة الإسرائيلية من أهمية الوثيقة، ووصفتها بأنها مجرد "ورقة مفاهيمية" افتراضية، وقالت إنه "لم يكن هناك نقاش جوهري" حول الوثيقة مع المسؤولين الأمنيين. وقد أثارت هذه الورقة انتقادات فلسطينية، كما أثرت سلباً على العلاقات الإسرائيلية المصرية. "الخيار الثالث"، الذي يفضله التقرير، وُصف على نطاق واسع بأنه يرقى إلى مستوى التطهير العرقي.

## محتوى المقترح
تم إعداد الورقة، المعنونة "ورقة السياسة: خيارات لسياسة تتعلق بالسكان المدنيين في غزة"، من قبل وزارة الاستخبارات الإسرائيلية، برئاسة جيلا جمليل. تقع في عشر صفحات وتحمل تاريخ 13 أكتوبر 2023، أي بعد ستة أيام من عملية طوفان الأقصى. تقدم الورقة ثلاثة بدائل "لإحداث تغيير ملموس في الواقع المدني في قطاع غزة.

#### الخيار الأول
البديل الأول المقترح في الورقة، والمعنون بـ "الخيار أ"، يقترح إعادة فرض سيادة السلطة الفلسطينية على غزة. ترفض الورقة هذا البديل لأنه لن يكون فعالاً في ردع الهجمات ضد إسرائيل، وسيكون "انتصاراً غير مسبوق للحركة الوطنية الفلسطينية، وهو انتصار من شأنه أن يودي بحياة الآلاف من المدنيين والجنود الإسرائيليين، ولا يضمن أمن إسرائيل". تشير الورقة إلى أن هذا البديل هو "الخيار الأكثر خطورة".

#### الخيار الثاني
البديل الثاني في الورقة، "الخيار ب"، وهو إنشاء نظام محلي جديد في غزة كبديل لحماس، فقد تم رفضه أيضًا باعتباره غير فعال في ردع الهجمات ضد إسرائيل، من بين أسباب أخرى.

#### الخيار الثالث
البديل الثالث، "الخيار ج"، يقترح نقل 2.3 مليون نسمة من سكان قطاع غزة إلى شبه جزيرة سيناء في مصر. يقترح البحث إنجاز عملية نقل السكان على ثلاث مراحل. أولاً، إنشاء مدن خيام في سيناء جنوب غرب قطاع غزة، ثم إنشاء ممر إنساني غير محدد، وأخيراً بناء مدن دائمة في شمال سيناء. إن إنشاء منطقة أمنية يبلغ عرضها عدة كيلومترات بين إسرائيل ومصر من شأنه أن يمنع النازحين الفلسطينيين من العودة. ولا تتناول الورقة ما قد يحدث لقطاع غزة بعد إعادة التوطين المقترحة.
تشير الورقة إلى أن العديد من السكان في غزة طلبوا مغادرة غزة، وتقترح حملة للترويج للخطة بين سكان غزة، بشعارات مثل "لقد تأكد الله من أنكم خسرتم هذه الأرض بسبب قيادة حماس". – "ليس هناك خيار سوى الانتقال إلى مكان آخر بمساعدة إخوانك المسلمين."
تشير الورقة إلى أن مصر وتركيا وقطر والمملكة العربية السعودية والإمارات العربية المتحدة يمكن أن تدعم الخطة مالياً، أو من خلال قبول اللاجئين الفلسطينيين كمواطنين. كما تم تحديد كندا أيضًا كموقع محتمل لإعادة توطين اللاجئين، بسبب ممارسات الهجرة "المتساهلة".
تنص الورقة على أن مصر ملزمة بموجب القانون الدولي بالسماح بنقل السكان، وتقترح أن تضغط الولايات المتحدة على مصر ودول أخرى لقبول اللاجئين. تشير الورقة إلى أن هذا البديل هو البديل المفضل، لأنه الأفضل لأمن إسرائيل، و"سوف يحقق نتائج استراتيجية إيجابية وطويلة الأمد".
تم الإبلاغ عن وجود الورقة لأول مرة بواسطة كالكاليست في 24 أكتوبر 2023. تم نشره بالكامل لأول مرة بواسطة النسخة العبرية لمجلة +972 في 28 أكتوبر 2023. لم يكن من المقصود نشر هذه الورقة للجمهور أو للصحافة. بحسب مسؤول إسرائيلي لم يتم الكشف عن هويته، لم يكن هناك "نقاش جوهري" حول الوثيقة داخل الحكومة.
قلل رئيس الوزراء الإسرائيلي بنيامين نتنياهو من أهمية التقرير، ووصفه بأنه مجرد "ورقة مفاهيمية" افتراضية. قد أدت هذه الورقة إلى تفاقم التوترات بين إسرائيل ومصر، وأثارت إدانة الفلسطينيين، الذين أحيوا ذكريات النكبة.

## انظر ايضاً
- الجرائم ضد الإنسانية: المادة 7 من نظام روما تعرف "الترحيل أو النقل القسري للسكان " بشكل منهجي بأنها جريمة ضد الإنسانية.[9]
- قائمة المدن والقرى التي هُجِّر سكانها خلال حرب فلسطين 1947-1949
- رحبعام زئيفي واغتيال رحبعام زئيفي
- الإبادة الجماعية في غزة